# Alexander Esway

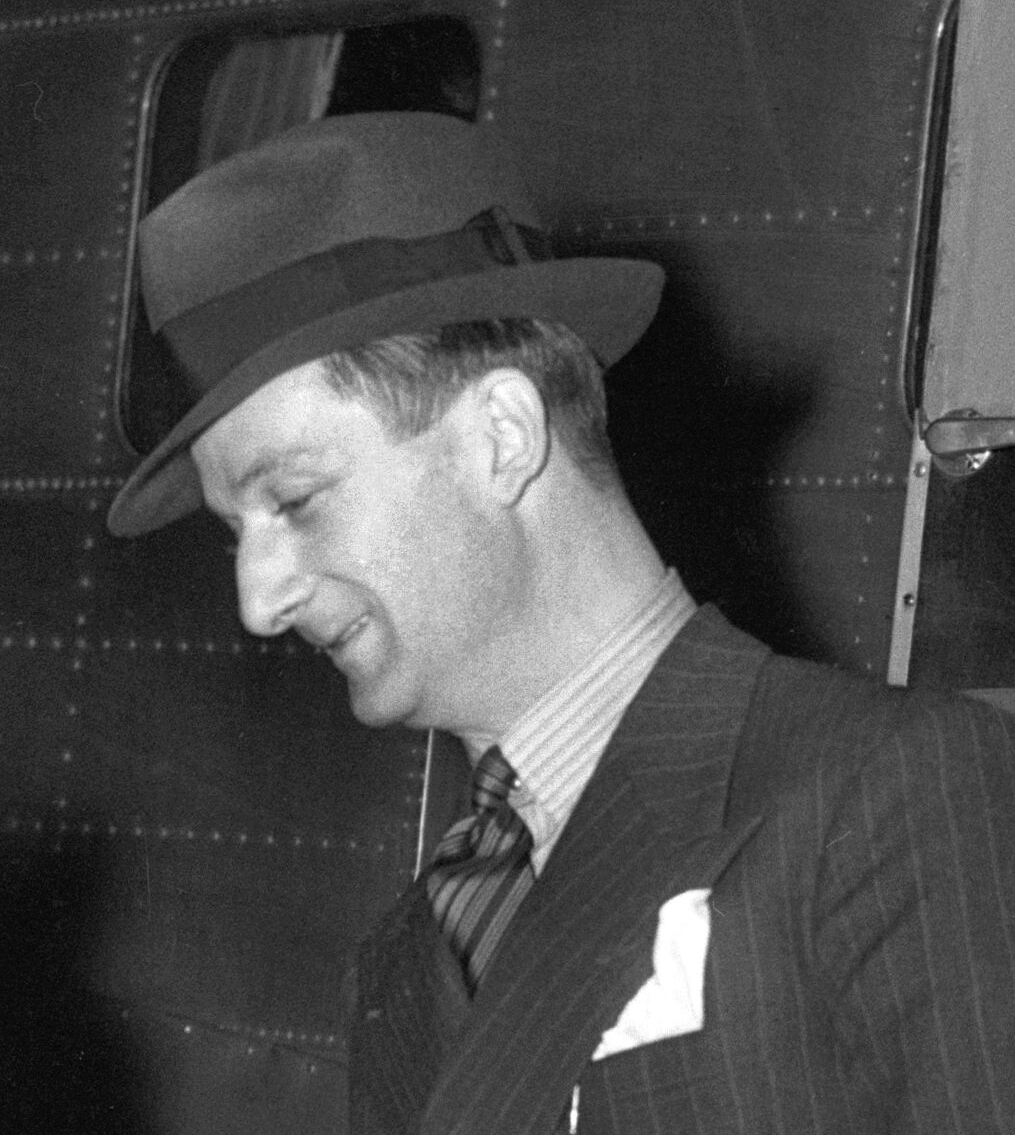
Alexander Esway (1936)

Alexander E. Esway, in Frankreich: Alexandre Esway (* 20. Januar 1895 als Sandor Ezry in Hajdúszoboszló bei Debreczin, Österreich-Ungarn; † 23. August 1947 in Saint-Tropez, Frankreich) war ein ungarischstämmiger Filmregisseur mit internationaler Karriere.

## Leben und Wirken
Über Esways Werdegang ist wenig bekannt. Offensichtlich hat er in jungen Jahren als Journalist gearbeitet und war in dieser Funktion schon im Laufe der frühen 1920er Jahre nach Deutschland gekommen. Bei einer Reise mit seiner sieben Jahre jüngeren deutschen Ehefrau Hedwig von Liverpool nach New York in der Weihnachtszeit 1923 gab er auf der Passagierliste Berlin als Wohnort an.
Wenig später erlernte er in der deutschen Hauptstadt das Regiehandwerk. Schließlich überantwortete ihm Reinhold Schünzel in seiner Funktion als Filmproduzent im Herbst 1927 (Drehzeit: Oktober bis Dezember) die Regie zu dem Film Herkules Maier. Schünzel selbst übernahm dort die Hauptrolle. Im darauffolgenden Jahr beteiligte sich Esway an Drehbüchern zu zwei deutschen Stummfilmen, ehe er zum Jahresbeginn 1929 nach Großbritannien übersiedelte. Dort inszenierte er, mit einem Briten an seiner Seite, eine romantische Komödie für den Produzenten Michael Balcon.
Seinen Tonfilmeinstand gab Esway im Juni 1930 mit dem Film Children of Chance. Die zeitgleich hergestellte, deutschsprachige Version, die erst im Dezember 1931 ihre deutsche Premiere (in München) haben sollte, erhielt den Titel Kinder des Glücks und hatte Dina Gralla, Kurt Vespermann und Wera Engels in den Hauptrollen. Esways nächste Arbeit war der Krimi Shadows. Im Anschluss daran übersiedelte er nach Paris, wo er die französische Fassung der deutschen Edgar-Wallace-Verfilmung Der Hexer inszenierte. Anschließend stellte man ihn dem jungen Regiedebütanten Billy Wilder bei dessen Einstand Mauvaise graine zur Seite. Gleich darauf ging er erneut nach London. Seine folgenden Inszenierungen in der britischen wie in der französischen Hauptstadt bis 1939 waren keine nennenswerten Arbeiten, obwohl ihm eine Reihe prominenter französischer Künstler, darunter Fernandel, Raimu und Louis Jouvet, zur Verfügung stand.
Der Ausbruch des Zweiten Weltkriegs beendete Esways Regietätigkeit vorübergehend, und er setzte sich nach der Besetzung des Landes durch deutsche Truppen in die unbesetzte Zone ab. Esway ließ sich in Marseille nieder und versuchte dort ein Visum für die USA zu bekommen, wohin er bereits im April 1931 und im März 1936 eingereist war. Erst spät gelang ihm die Flucht. Am 20. Mai 1942 kreuzte Esway von Casablanca aus mit einem Schiff den Atlantik und erreichte erst einen vollen Monat später New York. In Hollywood war er am Drehbuch zu dem französischen Widerstands- und Freiheitsdrama The Cross of Lorraine beteiligt. Seine einzige US-Regiearbeit 1945 blieb völlig unbeachtet.
Gleich nach Kriegsende 1945 kehrte Esway nach Frankreich zurück und drehte noch zwei Filme, von denen nur der erste, das von den Kriegsereignissen der unmittelbaren Vergangenheit beeinflusste Befreiungs- und Fallschirmspringerdrama Le bataillon du ciel, herausragt. Die Uraufführung seiner letzten Arbeit, L’idole, mit dem jungen Yves Montand in der männlichen Hauptrolle, hat er nicht mehr erlebt. Esway starb im Sommer 1947 im südfranzösischen Saint-Tropez.

## Filmografie
als Regisseur, wenn nicht anders angegeben
- 1927: Herkules Maier
- 1928: Die Dame mit der Maske (nur Kodrehbuch, Koproduktionsleitung)
- 1928: Einladung zum Nachtessen (nur Drehbuch)
- 1929: Taxi for Two (Koregie, Drehbuch)
- 1930: Children of Chance (auch deutsche Version: Kinder des Glücks)
- 1931: Shadows (auch Produktion)
- 1932: Le jugement de minuit (Koregie)
- 1933: Une vie perdue
- 1934: Mauvaise graine (Koregie mit Billy Wilder)
- 1934: It’s a Bet
- 1935: Music Hath Charms
- 1936: Conquest of the Air (Koregie)
- 1936: Thunder in the City (nur Koproduktion)
- 1937: Hercule (Koregie)
- 1938: Barnabé
- 1938: Education de prince
- 1939: Monsieur Brotonneau
- 1939: L’homme qui cherche la vérité
- 1939: Quartier latin (Koregie, ungenannt)
- 1943: The Cross of Lorraine (nur Kodrehbuch)
- 1945: Steppin’ in Society
- 1945: Le bataillon du ciel
- 1947: L’idole